# Samnanger
Samnanger es un municipio de la provincia de Hordaland, Noruega. El centro administrativo del municipio es Tysse. Otras localidades son Haga y Bjørkheim en Nordbygda. Se encuentra a 20 km al este de Bergen, la segunda ciudad más grande del país. Rodea la parte interior del Samnangerfjorden y los valles circundantes, estando rodeado por montañas. Las primeras hidroeléctricas llegaron en 1909.

## Evolución administrativa
El municipio no ha tenido cambios desde su fundación en 1907, cuando se separó de Os.

## Etimología
El nombre deriva del fiordo Samnangerfjorden. El primer elemento no tiene significado conocido, mientras que angr significa fiordo.

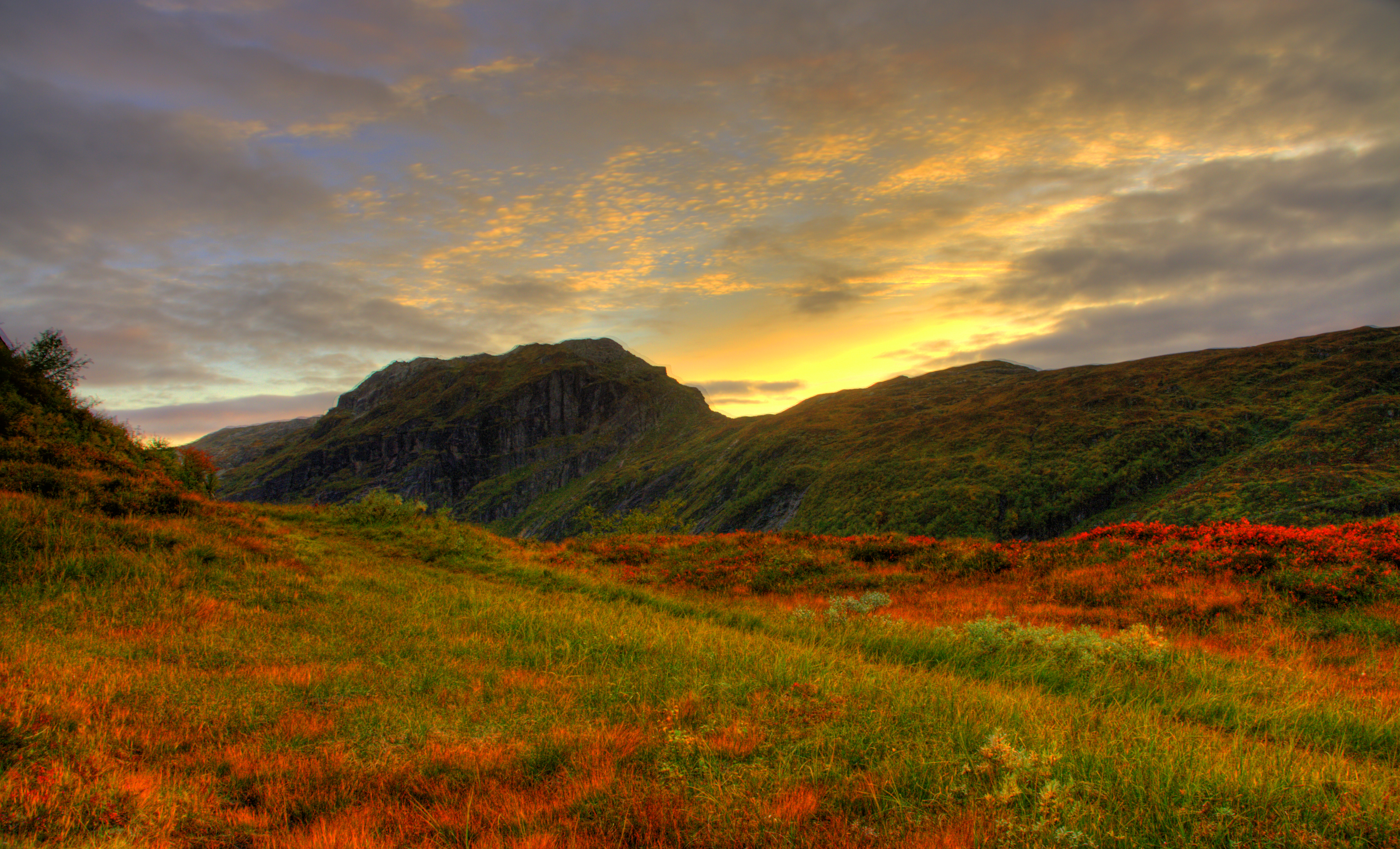
Vista de Klungerdalsnipa

## Geografía
Samnanger rodea el interior del Samnangerfjorden. Limita con los municipios de Fusa y Os en el sur, con Bergen en el oeste, con Vaksdal en el norte y con Kvam en el este. El municipio se extiende por el centro de Noruega, aunque la parte oeste limita con la península de Bergen. El monte Gullfjellet se extiende a lo largo del lado oeste del municipio, mientras que el monte Sveningen está en el tripunto entre Samnanger, Bergen y Os. La meseta de Kvamskogen se extiende por el límite este.

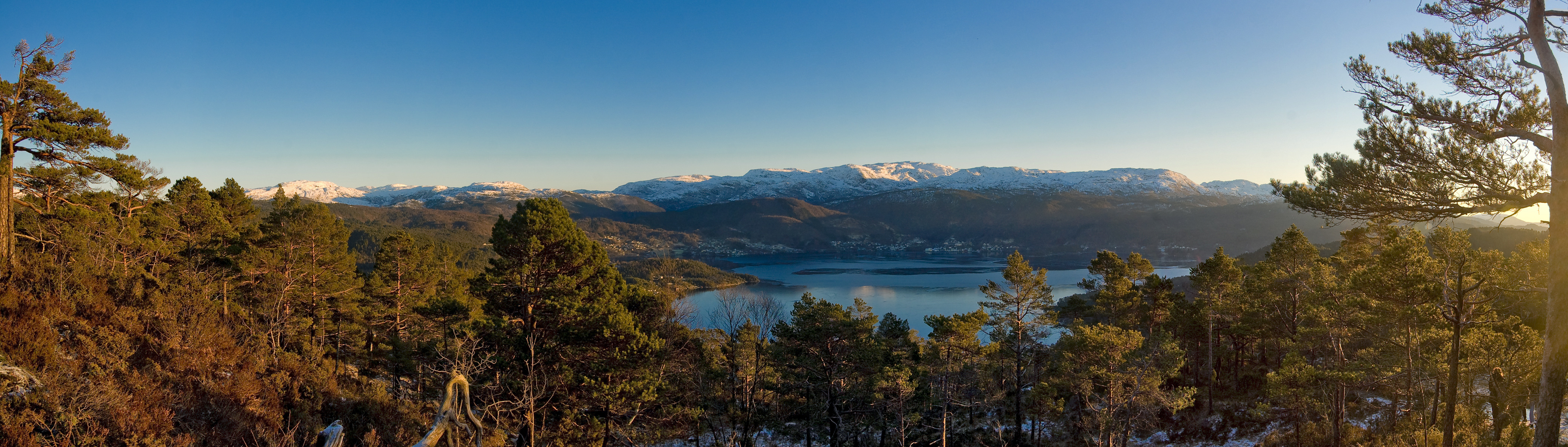
Panorámica del Samnangerfjorden

## Gobierno
El municipio se encarga de la educación primaria, asistencia sanitaria, atención a la tercera edad, desempleo, servicios sociales, desarrollo económico, y mantención de caminos locales.
El concejo municipal (Kommunestyre) tiene 21 representantes que son elegidos cada 4 años y estos eligen a un alcalde. Estos son:
Samnanger Kommunestyre 2015 - 2019
| Partido                     | Número de representantes |
| --------------------------- | ------------------------ |
| Partido Laborista           | 5                        |
| Partido del Progreso        | 4                        |
| Partido Conservador         | 2                        |
| Partido Demócrata Cristiano | 2                        |
| Partido Verde               | 1                        |
| Partido de Centro           | 2                        |
| Independientes              | 5                        |